# Obzir
Obzir (cyr. Обзир) – wieś w Bośni i Hercegowinie, w Republice Serbskiej, w gminie Ljubinje. W 2013 roku liczyła 8 mieszkańców.